# 中国共産党中央軍事委員会政治工作部歌舞団
中国共産党中央軍事委員会政治工作部歌舞団（略称中央軍委政治工作部歌舞団）は、中国軍隊の専門音楽ダンスパフォーマンスグループ。原名中国人民解放軍総政治部歌舞団。

## 略歴
1953年、中国共産党の中国人民解放軍総政治部が創業する。当時は中国人民解放軍総政治部文工団歌舞団（総政文工団歌舞団）と称した。初代団長は董小吾。
1970年4月、名称変更。「中国人民解放軍総政治部宣伝隊歌舞隊」（総政宣伝隊歌舞隊）・「（中国人民解放軍総政治部宣伝隊二中隊」（総政宣伝隊二中隊）へ分割。
1978年7月、「中国人民解放軍総政治部文工団歌舞団」（総政文工団歌舞団）と複名。
1980年12月、「中国人民解放軍総政治部歌舞団」（総政歌舞団）と改称。
2016年3月、上部組織の中国人民解放軍総政治部が中央軍事委員会政治工作部に改組されたのに伴い、名称を中国共産党中央軍事委員会政治工作部歌舞（中央軍委政治工作部歌舞団）に変更。

## 著名な芸能人
- 編導：董小吾、胡果剛、朱東林、張文明、蒋華軒、劉英、于増湘、孫加保、左青、張継鋼、孫宇鵬、馬永木
- 詞作家：魏風、陳克正、李幼容、高峻、瞿棕、賀東久、趙大鳴
- 作曲家：時楽蒙、孟貴彬、彦克、陸祖龍、傅庚辰、徐錫宜、張乃誠、士心、孟憲斌、丁曉里、張卓婭、王祖皆、郭洪鈞、印青、劉青
- 指揮家：胡徳風、徐新、劉雲厚、鄭健
- 歌唱家：彭麗媛、閻維文、董文華、郁鈞剣、毛阿敏、蔡国慶、白雪、馬子玉、徐有光、寇家倫、蘇盛蘭、克裏木、程誌、王秀芬、熊卿材、譚晶、王宏偉、劉小娜、鐘麗燕、祖海、王麗達、雷佳、呉娜、王慶爽、阿魯阿卓、趙昕、金婷婷、湯子星、楊洪基、戴玉強、馮瑞麗、索朗旺姆、丁暁紅
- 舞踊家：夏小虎、左哈拉・莎赫瑪依娃、周桂新、沈培芸、李清明、劉敏、黄啓成、邱輝
- 演奏家：曾民信、李延
- 表演芸術家：黄宏、尹卓林
- 舞美芸術家：劉和平、畢啓亮、宋立、樊躍、沙暁嵐

## 歴代団長
| 名称                               | 姓名   | 上任       | 退任       | 注 |
| ---------------------------------- | ------ | ---------- | ---------- | -- |
| 総政文工団歌舞団                   | 董小吾 | 1954年4月  | 1955年2月  |    |
| 総政文工団歌舞団                   | 胡果剛 | 1955年4月  | 1959年9月  |    |
| 総政文工団歌舞団                   | 時楽蒙 | 1959年9月  | 1964年7月  |    |
| 総政文工団歌舞団                   | 魏風   | 1964年7月  | 1966年1月  |    |
| 総政文工団歌舞団                   | 胡果剛 | 1966年1月  | 1966年12月 |    |
| 総政宣伝隊歌舞隊・総政宣伝隊二中隊 | 朱東林 | 1970年4月  | 1978年7月  |    |
| 総政宣伝隊歌舞隊・総政宣伝隊二中隊 | 胡果剛 | 1975年5月  | 1978年7月  |    |
| 総政文工団歌舞団                   | 呉因   | 1978年10月 | 1980年12月 |    |
| 総政歌舞団                         | 鄧斌   | 1980年12月 | 1983年3月  |    |
| 総政歌舞団                         | 傅庚辰 | 1983年3月  | 1989年3月  |    |
| 総政歌舞団                         | 孫加保 | 1989年3月  | 1993年9月  |    |
| 総政歌舞団                         | 瞿琮   | 1993年9月  | 1996年8月  |    |
| 総政歌舞団                         | 左青   | 1996年8月  | 2003年7月  |    |
| 総政歌舞団                         | 張継剛 | 2003年7月  | 2006年11月 |    |
| 総政歌舞団                         | 印青   | 2006年11月 | 2008年12月 |    |
| 総政歌舞団                         | 彭麗媛 | 2008年12月 | 2012年4月  |    |
| 総政歌舞団                         | 張千一 | 2012年6月  | 2016年3月  |    |
| 中央軍委政治工作部歌舞団           | 李玉寧 | 2016年3月  | [ 1 ]      |    |